# Peter Heinrich Carstens
Peter Heinrich Carstens (* 18. Dezember 1937 in Hamburg) ist ein deutscher General außer Dienst des Heeres der Bundeswehr.

## Leben
Carstens trat nach dem Abitur 1956 dem Bundesgrenzschutz (BGS) bei und wurde am 1. Juli 1956 in die Bundeswehr übernommen. Er absolvierte die Grundausbildung und Gruppenführer-Ausbildung im Grenadierlehrbataillon in Hammelburg. Im ersten Halbjahr 1957 besuchte er die Heeresoffizierschule II in Hamburg. Er wurde Zugführer im Grenadierbataillon 61 in Hamburg und im April 1958 Fernmeldeoffizier des Panzergrenadierbataillons 161 in Flensburg. Im April 1961 wurde er S2/S1-Offizier jenes Bataillons, bevor er im Juni 1963 Jugendoffizier der 11. Panzergrenadierdivision in Oldenburg wurde. Ab Oktober 1964 war er Kompaniechef der 4. Kompanie und ab April 1966 der 5. Kompanie des Panzergrenadierbataillons 162 in Wentorf bei Hamburg.
Von 1968 bis 1970 absolvierte Carsten an der Führungsakademie der Bundeswehr in Hamburg den 11. Generalstabslehrgang Heer, wo er zum Offizier im Generalstabsdienst ausgebildet wurde. Von Oktober 1970 bis Februar 1972 diente er als G3 im Hauptquartier der Alliierten Landstreitkräfte Schleswig-Holstein und Jütland in Rendsburg. Im Februar 1972 wurde er Hilfsreferent Leitung (LStab 2) im Bundesministerium der Verteidigung (BMVg) und war ab April 1973 bis Oktober 1976 Adjutant von Bundesminister der Verteidigung Georg Leber. Nach seiner Beförderung zum Oberst im Oktober 1975 wurde er von Oktober 1976 bis Ende 1979 Stellvertretender Kommandeur der Panzergrenadierbrigade 17 in Hamburg.
Im Jahr 1979 nahm er an einem Lehrgang am Royal College of Defence Studies in London teil. Im ersten Quartal 1980 kurzzeitig zur besonderen Verwendung im BMVg eingesetzt, war er von April 1980 bis Januar 1982 Brigadekommandeur der Panzerbrigade 14 in Koblenz. Ab Februar 1982 wurde er Stellvertretender Leiter des Planungsstabes des Bundesministeriums der Verteidigung und ab Oktober 1983 Abteilungsleiter II und General Ausbildung Heer im Heeresamt in Köln.
Ab Januar 1989 war er Kommandeur der Allied Command Europe Mobile Force (AMF-Land) in Heidelberg. Nach der Beförderung zum Generalleutnant im September 1991 wurde Carstens Kommandierender General des III. Korps in Koblenz und war damit auch für den Deutschen Unterstützungsverband Somalia verantwortlich.
Ab dem 1. Juli 1993 bis April 1998 war er Chef des Stabes im Supreme Headquarters Allied Powers Europe der NATO in Mons (Belgien). Am 30. März 1998 wurde Carstens mit einem Großen Zapfenstreich auf der Festung Ehrenbreitstein in Koblenz vom damaligen Bundesminister der Verteidigung Volker Rühe in den Ruhestand verabschiedet.
Nach seiner Pensionierung arbeitete Carstens als stellvertretender Vorsitzer in der Kommission „Gemeinsame Sicherheit und Zukunft der Bundeswehr“ (sog. Weizsäcker-Kommission) mit.
Carstens ist evangelisch, verheiratet und hat zwei Kinder.

## Auszeichnungen
- Legion of Merit